# Jean-Claude Bagot
Jean-Claude Bagot (Saint-Hilaire-du-Harcouët, Manche, 9 de març de 1958) va ser un ciclista francès, que fou professional entre 1983 i 1996. En el seu palmarès destaca la victòria en una etapa del Giro d'Itàlia de 1987, una etapa de la Volta a Catalunya i el Tour del Mediterrani de 1984.
El seu fill Yoann Bagot també és ciclista.

## Palmarès
- 1981
  - Vencedor d'una etapa de la Ruta de França
- 1982
  - Vencedor d'una etapa de la Ruta de França
- 1984
  - 1r al Tour del Mediterrani i vencedor d'una etapa
  - Vencedor d'una etapa de l'Etoile des Espoirs
- 1987
  - Vencedor d'una etapa del Giro d'Itàlia
  - Vencedor d'una etapa de la París-Niça
  - Vencedor d'una etapa de la Volta a Catalunya

### Resultats al Tour de França
- 1984. No surt (7a etapa)
- 1985. 65è de la classificació general
- 1986. 19è de la classificació general
- 1987. 33è de la classificació general
- 1988. 39è de la classificació general
- 1990. 52è de la classificació general
- 1991. 36è de la classificació general
- 1992. Abandona (13a etapa)
- 1994. 47è de la classificació general

### Resultats al Giro d'Itàlia
- 1987. 25è de la classificació general. Vencedor d'una etapa
- 1990. 18è de la classificació general
- 1991. 28è de la classificació general

### Resultats a la Volta a Espanya
- 1984. 14è de la classificació general
- 1985. 28è de la classificació general
- 1988. 29è de la classificació general
- 1989. 9è de la classificació general